# Malezija
Malezija je obmorska država v Jugovzhodni Aziji. Sestavljata jo dva ločena dela, med katerima je Južno kitajsko morje: polotoška Malezija na Malezijskem polotoku, ki na severu meji na Tajsko in na jugu na Singapur; ter severni del otoka Borneo, imenovan Vzhodna Malezija, ki na jugu meji na Indonezijo in na severu popolnoma obkroža majhno enklavo Brunej. Malezija je ena od ustanovnih članic zveze ASEAN.